# Дринов, Стоян
Стоян Пеев Дринов — болгарский детский писатель: прозаик (автор рассказов), драматург, поэт. Сын организатора и участника Апрельского восстания — Пейо Дринова, племянник Найдена и Марина Дринова.

## Биография
Родился 3 февраля 1883 года в Панагюриште. Окончил Софийский университет по специальности «история». С 1905 года работал учителем в селе Баня, Пазарджик. Он работал военным корреспондентом во время Первой балканской, Второй балканской и Первой мировой войны. С 1914 по 1919 год работал учителем с перерывами во Враце и Софии (III прогимназия). В последние месяцы своей жизни он был библиотекарем в Национальной библиотеке.
Был сотрудником журналов «Веселушка», «Детска радост», «Другарче» и «Светулка». Опубликовал несколько книг. Был редактором детской газеты «Люлка» (1921—1922).
Переводил произведения поэтов с русского, сербского и западноевропейских языков. Болгарские композиторы сочинили песни на 30 его стихотворений .
Городская библиотека Панагюриште носит его имя с 1995 года . Его сын Людмил умер в возрасте 17 лет, но оставил одни из лучших студенческих стихов в Болгарии.

## Сочинения
- Больной учитель (1912)
- Кукушка кукует (1919; пьеса)
- Забавы дневные и вечерние, в 2-х томах (1922)
- Веселые происшествия (1925)
- Весна (1929; стихи)
- Произведения, том 1. Стихи для детей (1938)
- Качели (1957; Избранные стихи, сказки и рассказы для детей)
- Верный-неразлучный (1964; стихи для детей)